# Astragalus parvus
Astragalus parvus är en ärtväxtart som beskrevs av William Botting Hemsley. Astragalus parvus ingår i släktet vedlar, och familjen ärtväxter. Inga underarter finns listade i Catalogue of Life.